# Унеюв-Парцеля
Уне́юв-Парце́ля (пол. Uniejów-Parcela) — село в Польше в сельской гмине Харшница Мехувского повета Малопольского воеводства.
Село располагается в 3 км от административного центра гмины села Мехув-Харшница, в 10 км от административного центра повета города Мехув и в 41 км от административного центра воеводства города Краков.
В 1975—1998 годах село входило в состав Келецкого воеводства.